# Alloglossoides cardicola
Alloglossoides cardicola är en plattmaskart. Alloglossoides cardicola ingår i släktet Alloglossoides och familjen Macroderoididae. Inga underarter finns listade i Catalogue of Life.